# Pier Luigi Bembo

Stemma dei Bembo

Pier Luigi Bembo Salamon (Venezia, 16 dicembre 1823 – Venezia, 24 gennaio 1882) è stato un politico italiano, podestà di Venezia dal 1860 al 1866.

## Biografia
Pier Luigi Bembo Salamon (a volte nella variante Bembo Salomon) nacque a Venezia il 16 dicembre 1823 dai genitori Alvise Bembo e Lucrezia Grimani. Il padre morì quando Pier Luigi ancora era in fasce e apparteneva ai Bembo (del ramo Bembo-Salamon), una famiglia agiata del patriziato veneziano. Uno degli antenati più illustri della casata era Pietro Bembo, letterato del Cinquecento. Per diritto di nascita, a Pier Luigi spettava il titolo nobiliare di patrizio veneto e, a partire dal 1840, gli fu concesso anche il titolo di conte dell'Impero austriaco.
Inizialmente studiò al Seminario maggiore di Verona.
Si laureò nel 1844 in giurisprudenza all'Università degli Studi di Padova.
Nel 1848 si sposò con la contessa Alfonsina Morando. Combatté nei moti del 1848.
Negli anni successivi amministrò il comune di Mirano.
Dal 1850 al 1857 diventò assessore comunale a Venezia, in sostituzione del conte Dataico Medin.
Fece parte della Commissione Direttrice dell'Asilo d'Infanzia e della Commissione Generale di Pubblica Beneficenza.
Il 15 settembre 1859 fu proposto Podestà di Venezia ma non accettò.
Fu nominato Podestà di Venezia durante il governo degli austriaci, dal 7 maggio 1860 al 6 marzo 1866, giorno in cui diede le dimissioni.
All'inizio del suo mandato ottenne, tramite una mediazione con il governo asburgico, la scarcerazione di diversi prigionieri politici.
Nel 1862 invece convinse l'imperatore Francesco Giuseppe a destinare un fondo per la costruzione di un monumento al restauro del Fondaco dei Turchi che doveva diventare museo civico.
Nel 1863 si recò a Vienna insieme a Centrale Ferrari, deputato veronese, a trattare con l'imperatore per la concessione di uno statuto per il Regno Lombardo-Veneto.
Per queste misure, fu molto criticato. Sulle colonne di Rialto e San Marco scrissero con olio nero "Morte a Bembo, abbasso lo statuto".
Nel 1866 diede le dimissioni a seguito di un violento litigio con il luogotenente imperiale e rappresentante del governo austriaco Georg von Toggenburg. Quello stesso anno si tenne la terza guerra d'indipendenza italiana e Venezia passò al Regno d'Italia.
Dal 22 marzo 1867 al 2 novembre 1870 fu deputato alla Camera del regno d'Italia durante la X legislatura.
Nel 1868 tenta di fondare una deputazione veneta di storia patria, però il ministro dell'istruzione non gli concede i fondi.
Dal 5 dicembre 1870 al 20 settembre 1874 fu nuovamente nominato deputato alla Camera per la XI legislatura.
Venne nominato senatore del Regno il 15 novembre 1874.
Morì il 24 gennaio 1882 a Venezia.